# Box-Weltcup 1983
Die 3. Boxwettkämpfe der Herren des Weltcups wurden in Rom im Jahre 1983 vom 17. bis zum 22. Oktober ausgetragen.

## Medaillengewinner
| Klasse                               | Gold                               | Silber                         | Bronze                                                    |
| Halbfliegengewicht (– 48 Kilogramm)  | Kim Kwang-sun Südkorea             | Beybut Eszhanov Sowjetunion    | Mayedoror Wansuradej Thailand Iwajlo Marinow Bulgarien    |
| Fliegengewicht (– 51 Kilogramm)      | Pedro Orlando Reyes Kuba           | Yong Mo-heo Südkorea           | Petar Lessow Bulgarien Jeff Fenech Australien             |
| Bantamgewicht (– 54 Kilogramm)       | Maurizio Stecca Italien            | Sanguo Teraporn Thailand       | Juri Alexandrow Sowjetunion Jesus Poll Venezuela          |
| Federgewicht (– 57 Kilogramm)        | Jesus Sollet Kuba                  | Serik Nurkazov Sowjetunion     | Giuseppe Ferracuti Italien Frank Rauschning DDR           |
| Leichtgewicht (– 60 Kilogramm)       | Ramon Goire Kuba                   | Chil Sung-jun Südkorea         | Michael Rogers Australien Emil Chuprenski Bulgarien       |
| Halbweltergewicht (– 63,5 Kilogramm) | Candelario Duvergel Kuba           | Imre Bácskai Ungarn            | Wassili Schischow Sowjetunion Dhawee Umponmaha Thailand   |
| Weltergewicht (– 67 Kilogramm)       | Luciano Bruno Italien              | Ron Essett Vereinigte Staaten  | Noma Abbas Irak Alexander Künzler BR Deutschland          |
| Halbmittelgewicht (– 71 Kilogramm)   | Valeriy Laptyev Sowjetunion        | Romolo Casamonica Italien      | Ralf Hunger DDR Shawn O’Sullivan Kanada                   |
| Mittelgewicht (– 75 Kilogramm)       | Shin Joon-sup Südkorea             | Noe Cruciani Italien           | Nusret Redzepi Jugoslawien Virgil Hill Vereinigte Staaten |
| Halbschwergewicht (– 81 Kilogramm)   | Witalij Katschanowskij Sowjetunion | Rick Womack Vereinigte Staaten | Ismail Khalil Irak Paweł Skrzecz Polen                    |
| Schwergewicht (- 91 Kilogramm)       | Alexander Jagubkin Sowjetunion     | Luis Castillo Ecuador          | Angelo Musone Italien Willie DeWitt Kanada                |
| Superschwergewicht (+ 91 Kilogramm)  | Francesco Damiani Italien          | Craig Payne Vereinigte Staaten | Ulli Kaden DDR Alexander Miroschnitschenko Sowjetunion    |

## Medaillenspiegel
| Rang | Land               | Gold | Silber | Bronze | Gesamt |
| ---- | ------------------ | ---- | ------ | ------ | ------ |
| 1    | Kuba               | 4    | 0      | 0      | 4      |
| 2    | Sowjetunion        | 3    | 2      | 3      | 7      |
| 3    | Italien            | 3    | 2      | 2      | 7      |
| 4    | Südkorea           | 2    | 2      | 0      | 4      |
| 5    | Vereinigte Staaten | 0    | 3      | 1      | 4      |
| 6    | Thailand           | 0    | 1      | 2      | 3      |
| 7    | Ecuador            | 0    | 1      | 0      | 1      |
| 7    | Ungarn             | 0    | 1      | 0      | 1      |
| 9    | Bulgarien          | 0    | 0      | 3      | 3      |
| 9    | DDR                | 0    | 0      | 3      | 3      |
| 11   | Australien         | 0    | 0      | 2      | 2      |
| 11   | Irak               | 0    | 0      | 2      | 2      |
| 11   | Kanada             | 0    | 0      | 2      | 2      |
| 14   | Venezuela          | 0    | 0      | 1      | 1      |
| 14   | BR Deutschland     | 0    | 0      | 1      | 1      |
| 14   | Jugoslawien        | 0    | 0      | 1      | 1      |
| 14   | Polen              | 0    | 0      | 1      | 1      |
|      | Gesamt             | 9    | 10     | 24     | 40     |